# Чёрный человек (игра)
Чёрный человек — традиционная немецкая детская игра. Игра уже упоминалась в 1796 году.

## Описание
Игра проводится на детской площадке или в спортивном зале. Участников может быть какое угодно количество, смотря по пространству, которое дети имеют в своем распоряжении.
На противоположных концах комнаты или игровой площадки отмежевываются два очерченных пространства для двух мест [1] и [2], затем игроки называют одного из участников «Чёрным человеком».
Чёрный человек помещает себя на место [1]. Остальные игроки размещаются на ме́сте [2]. После того, как игроки так разместились, Чёрный человек спрашивает их: «Кто боится Чёрного Человека?». Игроки мужественно отвечают в один голос, «Никто!» и для подтверждения этого храбро бросаются врассыпную к противоположному ме́сту, стараясь, однако миновать Чёрного человека. Последний, обладающий некоторыми навыками, прилагает усилия, чтобы поймать игроков. Захваченные игроки становятся помощниками Чёрного человека. Теперь они должны захватить оставшихся игроков.
Таким образом, игра продолжается с постепенным увеличением количества помощников до тех пор, пока все участники не подвергнутся той же участи. Последний игрок становится Чёрным человеком в новой игре.